# Filia obozu Stutthof (KL) w Grodnie
Filia obozu Stutthof (KL) w Grodnie – filia obozu Stutthof, utworzona w 1944 r. w Grodnie.

## Historia
Latem 1944 r. pięć tysięcy Żydówek do okolic Chełmży przyjechało  w trzech transportach z KL Stutthof, gdzie trafiły głównie z Auschwitz-Birkenau, ale też z Litwy, Łotwy i Estonii. W ramach podobozu Baukommando Weichsel (Organisation Todt Thorn) kobiety wykonywały prymitywne prace np. kopały rowy przeciwczołgowe. Mieszkały pościskane w stodołach, owczarniach, przy majątkach, m.in. w Bocieniu, Szerokopasie, Grodnie. W styczniu 1945 r. Żydówki, które ocalały, zgrupowano w Grodnie, 10 km od Dźwierzna. Kobiety podzielono na komanda, w tym grabarzy do noszenia zwłok, inne do zakopywania ciał. W czasie selekcji każdej kazano przebiec 20 metrów. Żydówki, którym się nie udało rozstrzelano. W Grodnie, 25 lat po wojnie, zrobiono ekshumację i ustalono, że przed wymarszem zakopanych zostało 720 ciał. Na półwyspie Jeziora Grodno znajduje się pomnik w hołdzie kobietom narodowości żydowskiej, ofiarom hitlerowskiego faszyzmu filii Obozu Koncentracyjnego Stutthof w latach 1939-45.